# Gnejs

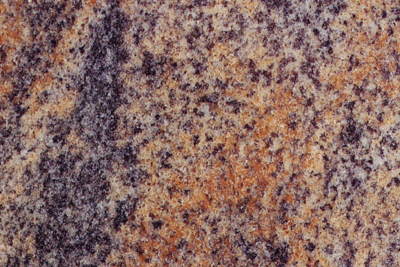
Hallandsgnejs med polerad yta
Skiktningen (bandningen) kan anas till vänster

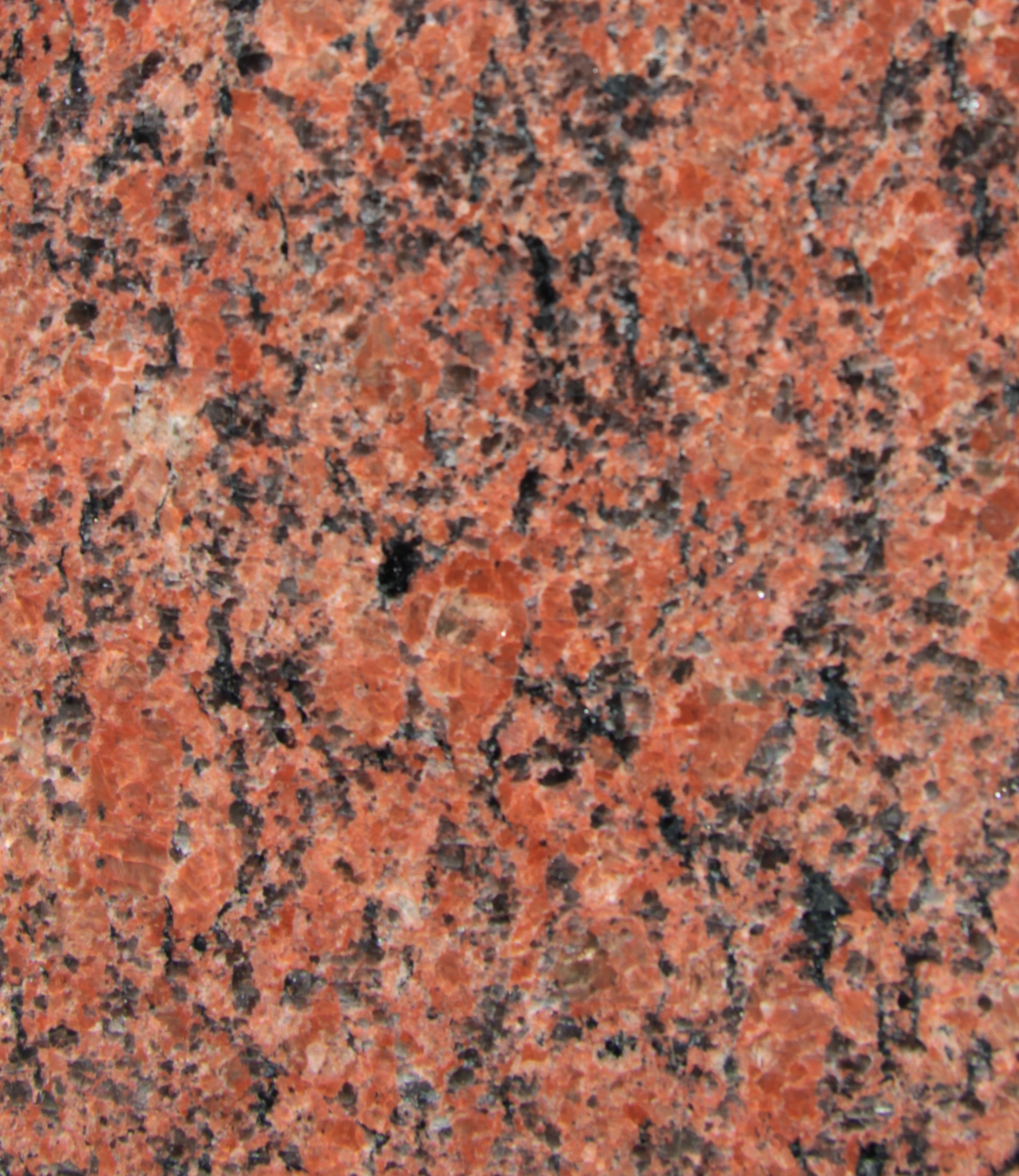
Bohusgnejs
Stenen har brutits noga i skiktriktningen, så ingen bandning syns

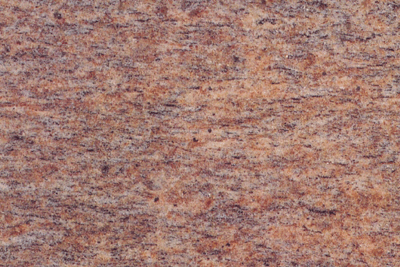
Gnejs Royal från Solør i Norge

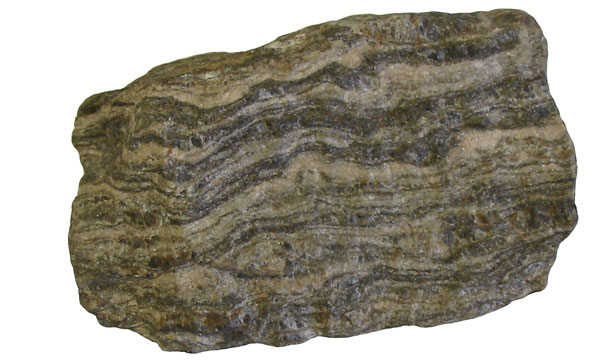
Gnejs från Estland
Bandningen tvärs skiktriktningen framträder tydligt

Gnejs är en metamorf bergart. Den har bildats genom omvandling av en annan ursprunglig bergart, som kan vara antingen en magmatisk bergart (ortognejs) eller en sedimentär bergart (paragnejs) som har omvandlats under höga tryck och temperaturer.
Gnejs är vanligtvis uppbyggd av fältspat, kvarts och en mindre del glimmer. Färgen på bergarten beror på de mineral som ingår. Gnejsen har en tydlig parallellstruktur och skiljer sig därigenom från granit. Parallellstrukturen är dels skiffrighet, som uppstått genom att glimmerfjällen är inbördes ordnade parallellt, dels en mer eller mindre regelbunden lagerindelning på grund av att bergarten består av lagervis ordnade glimmerrika och glimmerfattiga band.
Parallellstrukturen gör att gnejs låter sig lättare klyvas utefter skiktningen, än tvärs denna.

## Förekomst och användning
Gnejserna, som i huvudsak tillhör de äldsta åtkomliga delarna av jordskorpan, förekommer i stor mängd i Skandinavien. Brytning förekommer på många ställen för användning dels för stenläggning, dels för finare arbeten.
I Sverige bryts gnejsen i Bohuslän i en finkornig variant för användning bland annat till gatsten. Mellan Varberg och Halmstad förekommer en fin, hård gnejs av grå eller röd färg. Här finns flera stenbrott, där sten bearbetas för byggnadsändamål. Vid Varberg förekommer en mörkgrön gnejs, vilken efter bearbetning används som gravstenar och för väggbeklädnad. På Tjurkö vid Karlskrona finns en glimmerfattig, hård gnejs som bryts i stora kvantiteter och vid Karlshamn och flera andra platser har gnejsen teknisk användning. I Norge förekommer gnejs i mycket stor omfattning och bryts för lokala behov av byggnadsmaterial. I Danmark är rullstenar av gnejs vanligast.
Granulit är en finkornig gnejsbergart som innehåller almandin (en granat). En tät gnejs är också den svenska hälleflintgnejsen och leptiten.

## Etymologi
Ordet gnejs har kommit in i svenska språket på flera vägar söderifrån. Det har medfört att stavningen kan variera i äldre litteratur, till exempel gneist, gneiss, greijs, gneiss.
- En möjlig förklaring kan vara att gnejs är en sidoform till medelhögtyska gneist, som betyder gnistra. Anledningen skulle då vara att i gnejsen ingående glimmerfjäll i viss belysning blänker till såsom en gnista.[2]
- Det kan tänkas, att ursprunget är gneiss, som för saxare var en term inom gruvdrift som betecknade värdelös, bortkastad sten, det vill säga varp, eller med en modernare term gråberg.